# Сиффлит, Леонард
Леонард Джордж Сиффлит (англ. Leonard George Siffleet; 14 января 1916, Ганнеда, Новый Южный Уэльс, Австралия — 24 октября 1943, Аитапе, оккупированная Японской империей Территория Новая Гвинея) — австралийский военный, сержант армии Австралии. Известен как единственный военнопленный стран антигитлеровской коалиции из западного мира, казнь которого японскими солдатами была запечатлена на фотографиях.
Лен Сиффлит родился в 1916 году в Ганнеде, штат Новый Южный Уэльс. Был третьим из семи детей в семье рабочего. После неудачной попытки записаться в полицию в 1940 году был призван в милицию, но после смерти матери был уволен со службы и отправлен домой. В 1941 году, несмотря на обязательства перед семьёй, записался добровольцем в армию Австралии. После окончания курсов радиосвязи в Мельбурнском техническом колледже перевёлся в силы специальных операций, в частности, служил в спецотрядах «Z» и «M». В 1942 году был отобран в отряд под командованием сержанта Королевских военно-морских сил Нидерландов Х. М. Ставермана для выполнения операции «Белила» по береговому наблюдению передвижений японцев в Нидерландской Новой Гвинее. В 1943 году отряд был заслан на вражескую территорию для подготовки к выполнению задания. После убийства Ставермана японцами, Сиффлит с двумя оставшимися членами отряда был предан местными жителями близ Аитапе и 19 октября попал в японский плен. Все трое подверглись пыткам, допросам, избиениям. 24 октября Сиффлит вместе с двумя товарищами был казнён через обезглавливание по обвинению в шпионаже. Казнь была заснята на фотокамеру, снимки были обнаружены во время битвы за Голландию, и после капитуляции Японии были использованы в качестве доказательств на военных трибуналах в отношении японских военных преступников, причастных к казни Сиффлита и трёх его товарищей.

## Биография

### Молодые годы, семья
Леонард Джордж Сиффлит родился 14 января 1916 года в Ганнеде, штат Новый Южный Уэльс.
Родители — Лео Винсент Сиффлит (1890—1959) и Альма Элизабет, урождённая Говард (1892—1941). Во время Первой мировой войны отец служил рядовым в 13-м пехотном батальоне, а затем стал странствующим рабочим. По происхождению — из голландцев. Леонард был третьим из семи детей в семье. Среди домашних он звался просто — Лен. Лен увлекался вязанием, одевал собственноручно связанными вещами своих младших братьев, а однажды связал носки для всех членов духового оркестра Ганнеды. Также он активно занимался спортом и был хорошим пловцом. Поиски данных о получении Сиффлитом образования в какой-либо школе не увенчались успехом.
Обладая тягой к приключениям, в конце 1930-х годов Леонард вместе со старшей сестрой Перл отправился в Сидней в поисках работы. Он хотел поступить в полицию, но его не приняли на службу, сославшись на якобы имевшийся дефект зрения. Тем не менее 12 августа 1940 года в Паддингтоне Сиффлит был призван в милицию, что позволяет говорить о том, что проблемы со зрением не были столь серьёзными. Он был прикреплён к прожекторному подразделению на авиабазе «Ричмонд» к западу от Сиднея, где выполнял обязанности дежурного оператора. Спустя три месяца службы, ввиду внезапной смерти матери и отсутствия отца по работе, Сиффлит был уволен из милиции и выехал к семье. Вместе с сестрой он занялся воспитанием своих двух младших братьев, которые остались жить с ней и её мужем. Вернувшись к гражданской жизни, Сиффлит также некоторое время работал продавцом в магазине в Сиднее и финансово поддерживал семью.

### Военная служба
Несмотря на обязательства перед родными, 10 сентября 1941 года в Кингс-Кросс Сиффлит записался на службу во Вторые Австралийские имперские силы в составе армии Австралии. Он служил в сигнальной роте 1-й дивизии, базирующейся в Инглберне. Дважды Сиффлит самовольно отлучался без разрешения командира, возможно, чтобы повидаться со своей девушкой Кларис Лейн, с которой он уже был помолвлен. После прохождения курсов радиосвязи в Мельбурнском техническом колледже, в сентябре 1942 года Сиффлит добровольцем записался в силы специальных операций и был направлен в Департамент разведывательных служб при Союзном разведывательном бюро, базирующемся в Мельбурне. В октябре он вступил в специальный отряд «Z», был переведён для дальнейшего обучения в Кэрнс на крайнем севере штата Квинсленд и параллельно служил радистом в голландском отделе Департамента разведывательных служб. Тогда же Сиффлита отобрали для участия в миссии, спланированной Разведывательной службой войск Нидерландской Ост-Индии и заключавшейся в наблюдении за проходом японских судов и сооружения с этой целью береговой наблюдательной станции на холмах в окрестностях Холландии, что в Нидерландской Новой Гвинее, северной части острова. Он вступил в отряд под командованием сержанта Королевских военно-морских сил Нидерландов Х. М. Ставермана, в который также входили капрал Д. Дж. Топмен, два рядовых амбонца Х. Паттивал и М. Рехаринг. Их операция под кодовым названием «Белила» должна была пройти одновременно и совместно с операцией «Саранча», осуществляемой другой группой под руководством лейтенанта Джека Фрайера, который, как ранее работавший геодезистом, выступил проводником для обеих групп.
«Я надеюсь, что ты и мальчики в порядке. Я хотел бы увидеть их, но, вероятно, к тому времени, когда я вернусь, они уже станут взрослыми. Нет сомнений, что они бы скрасили моё бытие на Рождество. Было бы здорово, если бы мы смогли снова дома провести Рождество так, как проводили его раньше. Возможно, с течением времени мы снова обретём эту радость».
24 декабря 1942 года, под Рождество, члены всех отрядов прибыли в Порт-Морсби, откуда Сиффлит написал своё последнее письмо домой. 20 января 1943 года разведчики погрузились в самолёт и вылетели в Бенабену. Для перевозки огромного количества продовольствия и оборудования, необходимого для длительного пребывания на севере Гвинеи, они набрали более 100 местных жителей, которые оказались ненадёжными попутчиками и часто сбегали. К началу февраля обе группы дошли до Вабага, где из-за продолжавшихся споров между Ставерманом и Топменом ввиду горячности обоих последний вернулся обратно в Порт-Морсби. Ввиду продвижения японцев и разрастания оккупированных ими районов, разведчикам часто приходилось совершать обходы по горным хребтам, переплывать реки на каноэ, строить мосты, проходить через болота. В это время отряды снабжались по воздуху — им сбрасывали еду, предметы первой необходимости, письма, оружие и радиоприёмники.
5 мая Сиффлит получил звание сержанта, а затем был административно переведён в специальный отряд «M», созданный после реорганизации Союзного разведывательного бюро. Несмотря на все сложности, к 14 июня за шесть месяцев пути обе группы преодолели более 500 миль через горы и джунгли, дойдя до Луми, к югу от Торричелли, после чего Фрайер и Ставерман расстались. 9 июля группа Ставермана вместе с более чем 50 носильщиками выдвинулась на преодоление гористой местности около Холландии с целью выйти к северному побережью, где разведчики должны были приступить к фиксированию передвижений японцев. Переход осложнился тем, что некоторые местные племена не сочувствовали союзникам, став почти что частью японской армии. В августе-сентябре о группе Ставермана не было ничего слышно, хотя известно, что разведчики ходили от деревни к деревне, избегая патрулей японцев, которые объявили за их головы награду.
Отправившись на разведку местности близ деревни Немо, к югу от Холландии, и оставив своих товарищей на базе отряда в Ваме, в 15 милях к югу от Ванимо, 4 октября Ставерман и Паттивал попали в японскую засаду. Как впоследствии выяснилось, Ставерман был убит, а Паттивал смог сбежать и воссоединился с Сиффлитом и Рехарингом. После этого Сиффлит смог выйти на связь с Фрайером, которому сообщил о том, что Ставерман был убит местными жителями, которых на это подначили японцы. Также Сиффлит проинформировал Фрайера о том, что уже уничтожил коды и закопал радиоприёмник, и готовится уйти с Паттивалом и Рехарингом в горы Бевани. Фрайер в свою очередь поручил Сиффлиту выйти к базе у ручья Вамана для того, чтобы воссоединиться с его группой, после чего они на связь больше не выходили. Тем временем, в июле и сентябре невеста Сиффлита Клариса Лейн получила два письма от Союзного разведывательного бюро, в которых говорилось, что он находится «в целости и сохранности» (сама она была неверно указана по имени). Не получив от Сиффлита более никаких известий, 21 октября Фрайер обсудил сложившееся положение с вышестоящим командованием, а затем вместе с несколькими лояльными местными жителями отправился на поиски его самого и оставшейся команды. Через четыре недели безуспешных поисков, 18 ноября отряду Фрайера было приказано вернуться на базу. 30 декабря Сиффлит был объявлен пропавшим без вести и, возможно, попавшим в плен, о чём была уведомлена соответствующим образом его семья.

### Пленение и казнь

#### Обстоятельства
«Теперь время пришло, и заключённого заставляют встать на колени на краю наполненной водой воронки от бомбы. Он, очевидно, безропотен. Приняты меры предосторожности, охранники с поднятыми штыками окружили его, но он остается спокойным. Он даже вытянул шею. Он действительно очень смелый человек. Когда я ставлю себя на место пленных и думаю, что через минуту последует прощание с этим миром, хоть ежедневные взрывы и наполняют меня ненавистью, обычные человеческие чувства понуждают меня сжалиться над ним».
В попытке пробиться к границе Нидерландской Новой Гвинеи 19 октября группа Сиффлита достигла Вантипи, в 44 километрах к западу от Аитапе, где попала в окружение, организованное примерно 100 представителями племени вапи, предавшего союзников и перешедшего на сторону японцев. После краткой схватки, во время которой Сиффлит отбивался оружием и ранил одного из нападавших, все трое были схвачены. Затем вапи отвезли их в расположение 8-го военно-морского строительного отделения в Малоле, где обменяли пленных на оккупационные деньги и рулон ткани. С этого времени в течение следующих двух недель они находились в ведении старшего офицера Тэруо Ватанабэ из Военно-морской гвардейской роты и сидели в импровизированной тюрьме, под которую был приспособлен бывший дом миссионера. В Малоле Сиффлит и остальные неоднократно допрашивались, подвергались пыткам, избиениям и издевательствам с целью выбить у них информацию о разведке союзников. Этим занимались два японца — Сабуро Хироэ, гражданский сотрудник администрации, и Кунио Юномэ, выполнявший обязанности переводчика.
На основании доклада подчинённых и по согласованию с сотрудником администрации и прикреплённым к штабу гражданским юристом, 23 октября командир 2-ми базовыми силами 8-го флота контр-адмирал Императорского флота Японии Митиаки Камада постановил, что Сиффлит, Паттивал и Рехаринг «действовали как шпионы и виновны в государственной измене». Своим приказом Камада приговорил всех троих к смертной казни и поручил Ватанабэ провести экзекуцию. На следующий день, 24 октября, в три часа дня, их вывели на пляж в Аитапе. Окружённые японскими солдатами и местными зеваками, сопровождаемые издёвками, со связанными руками и завязанными глазами они были вынуждены пасть на колени, а затем по самурайской традиции казнены мечами через обезглавливание. Палачей было трое — переводчик Кунио Юномэ и два японских государственных служащих, Мацуо Мицуаси и Тикао Ясуно. Ясуно обезглавил Сиффлита, Мицуаси — Паттивала, а Юномэ — Рехаринга. По некоторым данным, Ясуно не смог одним ударом отрубить голову Сиффлиту, и тот, упав в отрытую могилу, был ещё жив, после чего один из местных добил его мечом. Сиффлиту было всего 27 лет.

#### Фотографии
Одному из наблюдателей казней, японскому гражданскому служащему по фамилии Адаси, было поручено сфотографировать момент нанесения удара, чтобы запечатлеть «превосходное мастерство владения мечом», которое должно было быть продемонстрировано палачами. Фотографии впоследствии разошлись на сувениры, в том числе та, на которой были запечатлены последние секунды жизни Сиффлита. Он, захваченный в плен солдат, с завязанными глазами, связанный, измученный и растрёпанный, стоит на коленях у наскоро вырытой могилы. Над ним, позируя на камеру, стоит его палач — японец, поднявший в замахе свой меч. Вокруг на заднем плане — толпа местных жителей и вооруженных солдат. Один японец, кажется, даже отвратительно ухмыляется в ожидании конца. По оценкам историков, фотография и спустя многие годы после окончания войны живёт собственной жизнью как напоминание о японском фанатизме и страданиях австралийцев. В апреле 1944 года, после начала битвы за Голландию, негативы фотографий были обнаружены американскими солдатами на трупе японского майора в его биваке возле Холландии. Считается, что это единственное сохранившееся изображение казни союзного военнопленного из западного мира японским солдатом.

- Сиффлит, Паттивал, Рехаринг
- Казнь Рехаринга
- Ватанабэ, Сиффлит
- Казнь Сиффлита

Фотография получила широчайшую огласку, будучи опубликованной в американских журналах «Life» и «People», множестве австралийских газет, но долгое время предполагалось, что на ней запечатлён капитан авиации Уильям Ньютон, сбитый над Новой Гвинеей, захваченный в плен и обезглавленный 29 марта 1943 года в Саламауа. Обезглавливание австралийского солдата, под которым тогда полагали Ньютона, было встречено с негодованием, которое усилилось ещё больше после обнародования дневника одного японского офицера, ставшего свидетелем одной из казней и гордо описавшего это событие как «проявление великодушия». В 1945 году изображённый на фотографии был идентифицирован Австралийским управлением по военным потерям как Сиффлит, что после капитуляции Японии также подтвердил на допросах палач Юномэ. Несмотря на это, фотография до сих пор иногда неверно публикуется вместе с именем Ньютона.

#### Возмездие
Большая часть японцев, причастных к казням на пляже Аитапе, после войны была привлечена к ответственности за совершение преступлений против человечности, а имеющиеся фотографии использовались в качестве доказательств.
Считается, что чиновник Хироэ погиб в битве за Голландию. Сдавшийся австралийцам контр-адмирал Камада был осуждён голландским военным трибуналом в Понтианаке за бесчисленные военные преступления против гражданских и военных лиц и 18 октября 1947 года казнён через расстрел. Капитан Киёхиса Ното, начальник штаба Камады, был приговорён австралийским Военным трибуналом в Рабауле к 20 годам заключения за казнь Сиффлита. Также он получил ещё 20 лет за убийство американского лётчика — второго лейтенанта Роберта Торпа, расстрелянного 27 мая 1944 года на острове Каириру. Впоследствии действие приговора было приостановлено, и в итоге Ното отбыл только 127 месяцев тюрьмы.
Командир отряда охраны Ватанабэ был приговорён тем же трибуналом к 7 годам заключения с отсрочкой на 18 месяцев. Переводчик и палач Юномэ был приговорён к смертной казни через повешение, после чего подал несколько апелляций, требуя отмены приговора и утверждая, что он только исполнял приказы, а также упирая на то, что Ното дал неверные показания. В конечном итоге смертная казнь была заменена на десять лет заключения. Третий палач, Мицуаси, был задержан голландцами при попытке вернуться в Японию, но дальнейшая его судьба остаётся неизвестной.

### Местонахождение могилы
Тело Сиффлита не было найдено, а японцы не сообщили о месте захоронения его, Паттивала и Рехаринга. Предположительно вместе со своими товарищами он был похоронен в безымянной могиле у устья реки Раиху в восточной части пляжа Аитапе, где местные жители посадили кокосовую пальму, чтобы отметить это место. В 2015 году новогвинейцы, чьи родители были свидетелями казни, сообщили информацию о возможном расположении могилы австралийским исследователям, которые добрались до того места и зафиксировали его на карте.
В 2018 году в организации «Operation Aussies Home», занимающейся поисками останков пропавших австралийских военнослужащих, объявили об обнаружении могилы Сиффлита. Согласно имеющимся документам, в январе 1945 года, спустя примерно 13 месяцев после его казни, в океане близ Аитапе было обнаружено обезглавленное тело, которое затем было похоронено в могиле с надписью «Неизвестный солдат» на военном кладбище в Лаэ. Между нахождением тела и его захоронением прошло около 15 месяцев, и, по заключению нанятого «Operation Aussies Home» судебно-медицинского эксперта, останки могли принадлежать Сиффлиту, а сохранились они благодаря консервирующим свойствам песка, в котором он был захоронен. В это время в этом районе не было зафиксировано других пропавших без вести, а тело Сиффлита, вероятно, могло быть вымыто из могилы в океан по причине муссонной погоды и из-за воздействия гусениц десантного корабля.
После обнародования данной информации был выпущен отчёт Сил обороны Австралии, в котором точка зрения исследователей была подвергнута сомнению на основании заключения судмедэкспертов, которые изучали армейские документы и постановили, что безымянное тело находилось в хорошей степени сохранности, а это не состыкуется с теми обстоятельствами, что оно было найдено спустя год после смерти Сиффлита. Одновременно эксперты предположили, что тело можно принадлежать одному из двух амбонцев, казнённых вместе с Сиффлитом. В «Operation Aussies Home» пообещали продолжить борьбу за возобновление расследования, в частности, выступив за проведение ДНК-исследования, тогда как в министерстве обороны Австралии заявили, что воинские захоронения должны оставаться нетронутыми.

## Память
Имя Сиффлита выбито на военном мемориале в Лаэ (Папуа — Новая Гвинея), на кенотафе в Ганнеде (Новый Южный Уэльс), в Зале почёта Австралийского военного мемориала в Канберре (Австралийская столичная территория). Там же хранятся документы, связанные с пленением и казнью Сиффлита, включая переписку с государственными органами, а также его письма к родным и личный молитвенник.
В 2014 году память Сиффлита была почтена на церемонии «Последний пост» в Австралийском военном мемориале. В 2016 году его именем была названа улица в Ганнеде. В 2015 году в Аитапе был открыт мемориальный парк имени Сиффлита, в котором планируется установка памятника. Известный австралийский регбист Майкл Гордон, двоюродный племянник Сиффлита, неоднократно посвящал ему свои матчи в преддверии дня АНЗАК.